# Sacramentario de Gellone
El Sacramentario Gellone es un manuscrito iluminado elaborado a finales del siglo VIII. Su presencia está atestiguada por la abadía de Saint-Guilhem-le-Désert a principios del siglo IX. Es de un estilo directamente influenciado por la iluminación merovingia y se conserva en la Biblioteca Nacional de Francia  (París, BnL, Departamento de Manuscritos, Latín 12048)

## Contexto histórico
El origen del manuscrito ha sido objeto de controversia. Varios indicios en las menciones litúrgicas sugieren que fue copiado en un monasterio dúplice situado en la diócesis de Meaux. Uno de los escribas firmó con su nombre «David» dos iniciales (fol. 99 y 254v.) y sabemos que un monje de este nombre vivía al mismo tiempo en el monasterio de Sainte-Croix de Meaux. Habría sido destinado desde el principio a la catedral de Notre-Dame de Cambrai, ya que otro manuscrito con la misma escritura estaba destinado a esta misma iglesia.  
Probablemente, el códice permaneció allí durante el episcopado de Hildoardo (c. 790-800). Posteriormente, consta como propiedad de Guillermo I de Tolosa (Guillermo Gellone), posiblemente como resultado de un regalo de su propio primo Carlomagno. Guillermo lo donó a la Abadía de Saint-Guilhem-le-Désert, que él mismo ayudó a fundar con Benito de Aniane. Probablemente, permaneció allí hasta que ingresó en la biblioteca de la Abadía de Saint-Germain-des-Prés en París en 1638. El conjunto de esta biblioteca se incorporó a la biblioteca nacional en 1796.

## Descripción

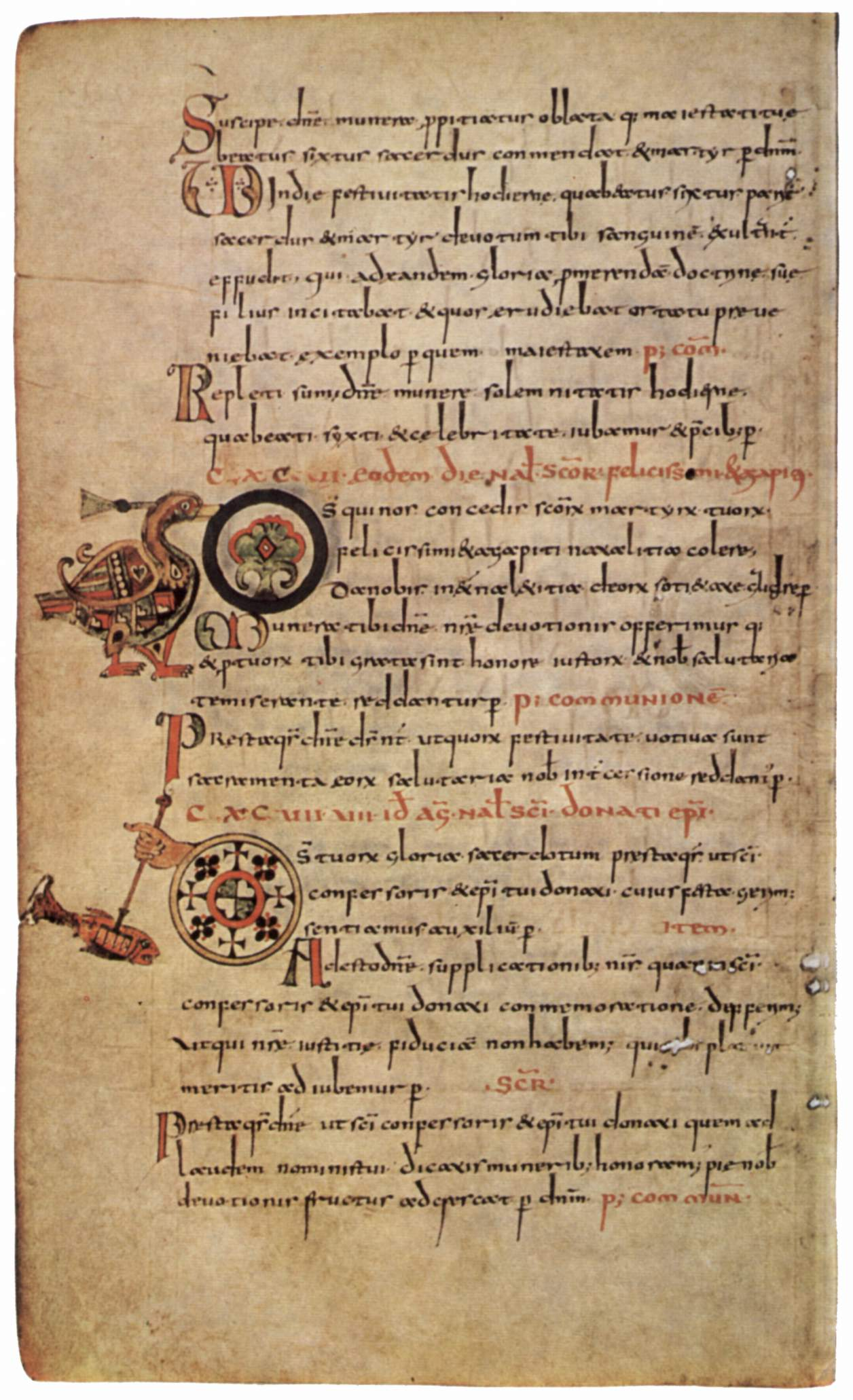
Folio 99v.

El sacramentario contiene los textos litúrgicos que siguen el rito definido por el papa Gelasio I, mezclando el rito franco y romano y la nueva tradición gregoriana. Los textos se dividen por ello en dos partes:
- Primera parte (5 grupos de textos:fols. 1-262):
  - El sacramentario (fols. 1-328)
  - Las bendiciones episcopales (fols. 329-330)
  - Oraciones diversas (fols. 331-343)
  - La liturgia bautismal (fol. 344)
  - La pontifical (fols. 345-512)
- Segunda parte contiene dos martirologios (fols. 263-276).

Fue copiado por dos, tres o incluso cuatro escribas diferentes, pero todos del mismo scriptorium. Siete manos de diferentes copistas realizaron ampliaciones al texto original, probablemente a finales del siglo IX. Además de numerosas iniciales, el manuscrito contiene dos figuras principales: una Virgen portando una cruz y un incensario en el folio 1v y una crucifixión en el fol.143v (quizás el más antiguo realizado en un manuscrito de origen franco). El manuscrito tiene una decoración que sintetiza la tradición merovingia y las aportacioness de la iluminación insular. Por primera vez, reaparecen representaciones animales y humanos en la iconografía del manuscrito, que habían desaparecido desde principios del período merovingio.
La Crucifixión se caracteriza por los ojos del crucificado bien abiertos, mirando hacia el cielo, y un perizonium que reemplaza la larga túnica (colobium). Inicia la evolución de las crucifixiones carolingias.